# Фонтана, Йозеф
Йозеф Фонтана (нем. Josef Fontana; 1937, Энья) — австрийский историк и националист, член Комитета освобождения Южного Тироля.

## Биография
Уроженец города Энья. Учился в народной начальной школе, затем в художественном училище. В раннем возрасте вступил в националистическое движение Южного Тироля.
В 1961 году, по официальной версии, Фонтана совершил акт протеста против итальянизации Южного Тироля, взорвав бомбу в доме Этторе Толомеи. Был арестован полицией и по итогам Миланского судебного процесса осуждён на длительный тюремный срок. В 1970 году добился выезда в Австрию и после освобождения переехал в Зальцбург. Изучал немецкую литературу, историю и философию в Инсбруке. С 1977 по 1999 годы написал множество работ по истории Тироля (затрагивая преимущественно XIX и XX века).

## Труды
- Der Kulturkrieg in Tirol 1861–1892. 1978
- Neumarkt 1848–1970. Ein Beitrag zur Zeitgeschichte des Südtiroler Unterlandes. 1993
- Sepp Kerschbaumer: Eine Biografie. 2000
- Geschichte des Landes Tirol. 4 Bände in 5 Teilen. Bozen-Innsbruck: Athesia-Tyrolia 1987–1990.